# Кумовка
Кумовка — хутор в Калачёвском районе Волгоградской области России. Входит в состав Пятиизбянского сельского поселения.

## История
В «Списке населённых мест Земли Войска Донского», изданном в 1864 году, населённый пункт упомянут как казачий хутор Кумовский в составе юрта станицы Пятиизбянской Второго Донского округа, при реке Дон, расположенный в 42 верстах от окружной станицы Нижне-Чирской. В Кумовском имелось 29 дворов и проживало 93 жителя (52 мужчины и 41 женщина).

Согласно Списку населённых мест Области Войска Донского по переписи 1873 года в населённом пункте насчитывалось 116 дворов и проживало 270 душ мужского и 289 женского пола.

В 1921 году в составе Второго Донского округа включен в состав Царицынской губернии. По состоянию на 1933 год хутор являлся административным центром и единственным населённым пунктом Кумовского сельсовета Калачёвского района Нижне-Волжского края. С 1954 года Кумовка является частью Пятиизбянского сельсовета.

## География
Хутор находится в южной части Волгоградской области, на западном берегу Цимлянского водохранилища, на расстоянии примерно 5 километров (по прямой) к юго-западу от города Калач-на-Дону, административного центра района. Абсолютная высота — 51 метр над уровнем моря.

Климат классифицируется как влажный континентальный с тёплым летом (согласно классификации климатов Кёппена — Dfa). 
Часовой пояс
Хутор Кумовка, как и вся Волгоградская область, находится в часовой зоне МСК (московское время). Смещение применяемого времени относительно UTC составляет +3:00.

## Население
| 2010 |
| ---- |
| 222  |

Гендерный состав
По данным Всероссийской переписи населения 2010 года в гендерной структуре населения мужчины составляли 55 %, женщины — соответственно 45 %.
Национальный состав
Согласно результатам переписи 2002 года, в национальной структуре населения русские составляли 73 %.

## Улицы
Уличная сеть хутора состоит из трёх улиц.